# Avenida Macul
La avenida Macul es una arteria vial de Santiago de Chile, la principal de la comuna de Macul, la cual atraviesa de norte a sur. Se extiende desde el término de la avenida José Pedro Alessandri en la intersección con la Avenida Rodrigo de Araya (marcando el límite norte con la comuna de Ñuñoa), hasta la ex Rotonda Departamental, importante nudo vial del sector suroriente, donde confluyen las avenidas La Florida, Departamental, Américo Vespucio, San Luis de Macul y la ya mencionada Macul.

## Historia

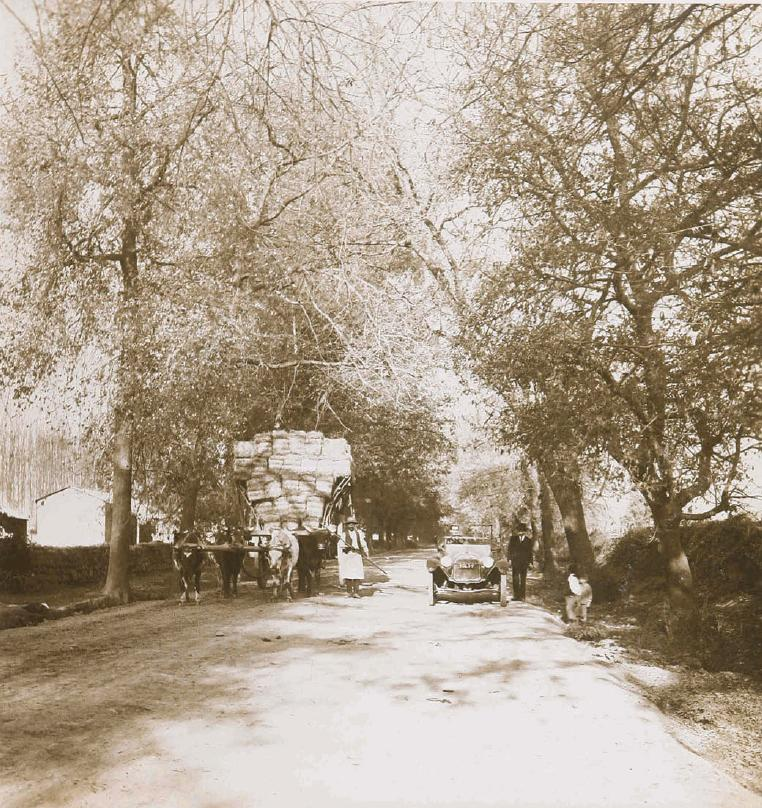
Avenida Macul a principios del.

José Pedro Alessandri, hermano de Arturo Alessandri Palma, ex Presidente de la República, hijo de don Pedro Alessandri y de doña Susana Palma, adquiere en el año 1910 a Luis Gregorio Ossa la antigua Chacra San Gregorio, en la comuna de Ñuñoa, a la que pasó a llamar Chacra Santa Julia en homenaje a su esposa Julia Altamirano. Al poco tiempo realiza una obra de urbanización trazando en su propiedad una gran avenida de norte a sur, vendiendo lotes de terreno en uno y otro lado del mismo. Fue conocida en un comienzo como "Gran Avenida" y luego como avenida Macul, pues esta vía que se iniciaba en la actual avenida Irarrázaval, llegaba al entonces pueblo rural de Macul.
A comienzos del siglo XX, Ñuñoa experimenta un enorme crecimiento demográfico, producto de sus excelentes comunicaciones con el centro de Santiago, pasando a albergar a las clases altas y medias altas de la capital. Se subdividen las chacras, se inician labores de alcantarillado y se construyen numerosas casonas, muchas de las cuales se mantienen aún en pie.
Hacia la década de 1930 los tranvías llegaban hasta el Barrio Punta de Rieles, en Avenida Macul con Avenida Quilín.
Ya en la década de los 50, se construye la Villa Macul, al sur de Punta de Rieles. El antiguo camino de Macul que llegaba hasta el sector de Las Vizcachas, en Puente Alto pasa a ser escenario de nuevos medios de transporte, como las góndolas y las liebres (pequeños microbuses) y los autos. En la década de los 70, Macul deja de ser zona de expansión de la ciudad de Santiago.
En 1981 es subdividida la comuna de Ñuñoa, naciendo las comunas de Macul y Peñalolén. Se decide renombrar a la avenida: José Pedro Alessandri en Ñuñoa, Macul en la comuna homónima y La Florida en dicha comuna.

## Recorrido

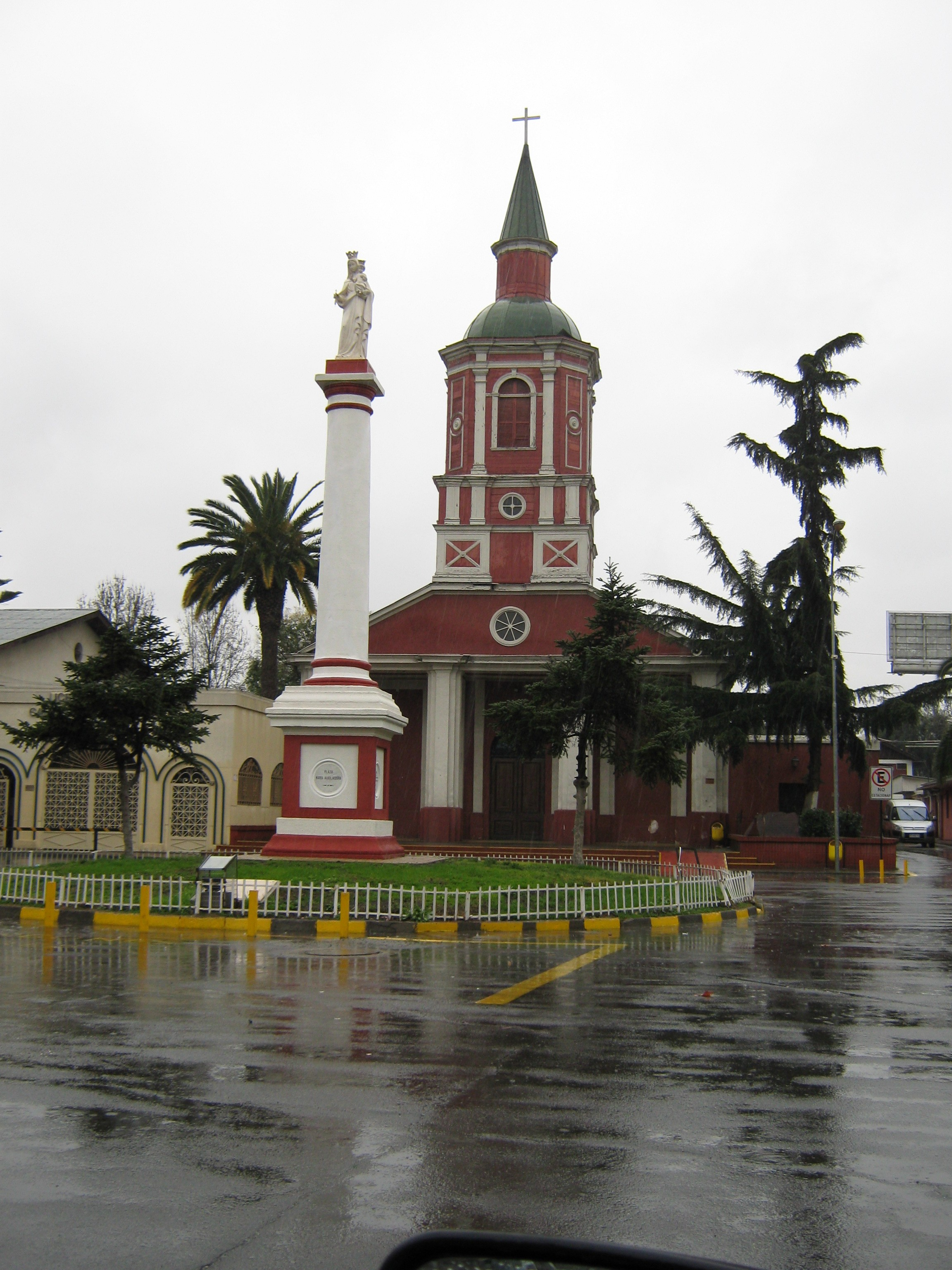
Parroquia Sagrada Familia, al lado de liceo salesiano.

Se inicia en la intersección de Rodrigo de Araya con José Pedro Alessandri, en el límite de Ñuñoa y Macul, Macul es continuación natural de José Pedro Alessandri. En los alrededores está la iglesia del Buen Pastor, conocida comúnmente como "Catedral de Macul", por realizarse en ella las actividades litúrgicas más importantes de la comuna, como es el Tedeum ecuménico de Fiestas Patrias, o la misa del gallo; también hay un supermercado Líder, el Colegio San Marcos y algunos negocios locales.
Más al norte, están el Colegio Florence Nightingale, nuevas torres de apartamentos, pequeños negocios y restoranes. En Gregorio de la Fuente (ex-calle Sorrento) esta la primera Notaría de Macul y el Juzgado de Policía Local de dicha comuna. Pasado la calle Los Olmos se inicia la zona céntrica de Macul, donde se ubican las principales instituciones comunales y financieras, así como un activo comercio. La esquina de Macul con Los Plátanos está rodeada de edificios representativos de la comuna, y que forman parte del patrimonio cultural y arquitectónico de Santiago; el Restorant Bávaro, ubicado en un antiguo palacete de estilo neocolonial, el convento de la Madre de la Divina Providencia, en una enorme casona de principios del siglo XX, y el más importante para Macul, el Palacio Vásquez, conocido también como "Castillo de Macul", edificio Neocolonial que fue residencia de Fermín Vásquez, luego albergó al Liceo 11 de Ñuñoa y actualmente a la Municipalidad de Macul.
También están cerca los Colegios Alba de Macul, Madre de la Divina Providencia y Liceo Juana de Ibarbourou (antiguo Liceo 11), junto a los Banco de Chile, Santander, Del Desarrollo y CrediChile.
En este tramo, la avenida Macul se caracteriza por los añosos Plátanos Orientales que en Navidad se cubren de luces.
Un par de cuadras hacia el Sur se ubica el Barrio Punta de Rieles, cuyo nombre refiere a que hasta allí llegaban las líneas de tranvía provenientes de Santiago Centro. Allí la avenida Macul interseca con la avenida Quilín, segunda en importancia en la comuna, hay una plaza que recibe el nombre del barrio, en cuyo centro se ubica un monumento a Bernardo O'Higgins. Se ubican aquí la sucursal del Banco del Estado, el Teatro Gimnasio Municipal, el Edificio Cardenal Silva Henríquez, donde funcionan algunas reparticiones municipales, el Registro Civil, el Club Acuático Recrear, el restorant Casaneva, Farmacias, la Parroquia San Luis Gonzaga y comercio vario.
Siguiendo la avenida Macul se pasa por la junta Electoral, nuevas torres de departamentos y el límite poniente de la Villa Macul. Se llega a la avenida Camino Agrícola y luego a la Plaza Investigaciones de Chile, donde se bifurca la avenida Macul y Froilán Roa, allí dobla hacia el sur-oriente. En los alrededores de esta punta de diamantes se ubica el Liceo Joaquín Edwards y la Séptima Compañía de Bomberos de Ñuñoa "Bomba Macul".
Luego se llega a la calle Amador Neghme (ex-Las Torres)y el Complejo Deportivo Juan Pinto Durán, la Plaza Juan Bagynkay el consultorio Félix de Amesti. Ya casi al llegar al término de la avenida están el Instituto de Nutrición y Tecnología en Alimentos (INTA) y el Colegio Camilo Ortuzar Montt, de los Salesianos de Macul, junto a la Iglesia de la Sagrada Familia. La avenida Macul termina donde antiguamente estaba la Rotonda Departamental, que fue transformada en un enlace vial moderno, Macul sigue con el nombre de avenida La Florida en la comuna homónima.

## Metro
En julio de 2014, un grupo de especialistas en transporte y urbanismo (incluido el exministro Pedro Pablo Errázuriz) propuso una nueva línea para el Metro de Santiago por el eje Los Leones-Macul entre las avenidas Providencia y Américo Vespucio.
El 1 de junio de 2018, en la cuenta pública del segundo gobierno de Sebastián Piñera, fue anunciada la nueva Línea 8 del Metro de Santiago, la cual recorrerá esta avenida y que será inaugurada en 2032.